# Либих, Андре
Андре Либих (André Leonard Liebich, род. 5 января 1948, Лондон) — швейцарский политолог и историк. Почётный профессор Женевского института международных исследований и развития (с 2013 года). Ранее профессор Университета Квебека в Монреале.
Исследователь истории и политики Центральной и Восточной Европы.

## Биография
По происхождению поляк.
Как рассказывает о себе в 2015 году сам Либих: «Я родился в Великобритании, вырос в Канаде, учился в Канаде, США и Англии, немало времени провел в Ливане, откуда была моя жена».
Окончил Университет Макгилла (бакалавр политологии и экономики с отличием, 1968) и Гарвард (магистр советологии, 1970).
Степень д-ра философии по политологии получил в последнем в 1974 году.
В 1989 году переехал в Женеву.
В 1989—2013 гг. преподаватель Женевского института международных исследований и развития, сменил профессора Мольнара, затем почётный профессор международной истории и политики.
До этого с 1973 г. преподаватель политологии, в 1982-91 гг. профессор политологии в Университете Квебека в Монреале. В 1972-73 гг. работал в Оксфорде. Он также преподавал в Университете Макгилла, Монреальском университете, Университете Фрибура и Университете Бабеш-Бойяи (Румыния), где в 2013 году ему была присвоена почётная степень доктора. Занимался исследовательской работой в Оксфорде, Гарварде, Стэнфорде и Принстоне.
Подготовил 19 докторов философии.
Гражданин Великобритании, натурализованный Канады с 1958 г., натурализованный Швейцарии с 2006 г.
Вдовец, две дочери.
Автор книги о меньшевиках «From the Other Shore. Russian Social Democracy after 1921» («С другого берега: российская социал-демократия после 1921 года», 1997), которая была удостоена Премии Френкеля, присуждаемой лондонской Библиотекой Винера.
Дважды посещал СССР.
Он провёл собственное расследование крушения «Боинга» MH17 на Украине.
В своём интервью летом 2015 года на вопрос о пропаганде в российских СМИ Либих отвечает, что они усердствуют в ней не более, чем американские. Он сравнивает канал Россия-24, где «есть место для разных мнений, чего совершенно нет, например, в New York Times». Либих отмечает: «Это трагическая ситуация, которая на руку только некоторым украинским лидерам, которые очень умело смогли представить внутренний конфликт внутри Украины, как конфликт между Востоком и Западом».

## Высказывания
- «У России есть своё историческое место, и с этим надо считаться. К сожалению, не все это понимают. И когда в России говорят „все против нас“, в определенной степени они имеют для этого основания»[6].